# Адам Куліговський
Адам Куліговський (пол. Adam Kuligowski; нар. 24 грудня 1955, Варшава) – польський шахіст, гросмейстер від 1980 року.

## Шахова кар'єра
Змалку був пов'язаний з варшавським шаховим клубом Полонія й був одним з найталановитіших польських юніорів. 1973 року виборов титул чемпіона Польщі серед юніорів і посів третє місце на чемпіонаті Європи серед юніорів у Гронінген. У 1974 і 1975 роках брав участь у чемпіонаті світу серед юніорів, посівши 15-те і 6-те місця. Шахове тренування довелося поєднувати з навчанням на факультеті математики Варшавського університету, до якого ставився дуже серйозно. У фіналі Чемпіонату Польщі 1978 поділив 1-ше місце з Александером Шнапіком і виборов титул чемпіона країни на дограванні з чотирьох партій. На Чемпіонаті Польщі 1980, який відбувся в Лодзі посів 3-тє місце. Того ж року, після перемоги в турнірі в югославському Ниші, ФІДЕ присудила йому титул гросмейстера. Також у 1980 році переміг на турнірі у Варшаві Варшава Cup 1980. 1983 року взяв участь у престижному турнірі провідних шахістів світу у Вейк-ан-Зеє. Попри дві перемоги в партіях з Віктором Корчним і Джонатаном Спілменом, цей виступ не був успішним – з результатом 4½ очка в 13 партіях посів останнє, 14-те місце. Після цього турніру перестав брати участь у шахових змаганнях і зайнявся бізнесом. Є автором або співавтором десятків теоретичних розробок, переважно присвячених шаховим дебютам, зокрема виданої 1997 року монографії про французький захист Encyclopaedia of Chess Games, French Defense.
Неодноразово представляв Польщу на командних змаганнях, зокрема: тричі на шахових олімпіадах (1978, 1980, 1982), завоювавши дві медалі в особистому заліку: золоту (1978 – на 2-й шахівниці) і срібну (1980 – 3-тя шахівниця), а також  на BŁĄD.
Найвищий рейтинг Ело в кар'єрі мав станом на 1 січня 1979 року, досягнувши 2495 очок ділив тоді 102-ге місце в світовому рейтинг-листі ФІДЕ (і перше серед польських шахістів).

## Зміни рейтингу
| На цьому місці має відображатися графік чи діаграма, однак з технічних причин його відображення наразі вимкнено. Будь ласка, не видаляйте код, який викликає це повідомлення. Розробники вже працюють для того, щоби відновити штатне функціонування цього графіка або діаграми. | |
| | На цьому місці має відображатися графік чи діаграма, однак з технічних причин його відображення наразі вимкнено. Будь ласка, не видаляйте код, який викликає це повідомлення. Розробники вже працюють для того, щоби відновити штатне функціонування цього графіка або діаграми. |